# Nan Geng
Nan Geng 南庚S, nome personale Zi Geng (子更S) (... – 1408 a.C.) è stato un sovrano cinese della Dinastia Shang, che regnò dal 1433 a.C. fino alla sua morte.
Nello Shiji (Memorie di uno storico) viene indicato da Sima Qian come il diciassettesimo sovrano Shang, succeduto al cugino Zu Ding. Salì sul trono nell'anno di Bingchen (丙辰), stabilendo Bi (庇) come capitale. Nel terzo anno del suo regno, fece trasferire la capitale a Yan (奄). Regnò per circa 25 anni (secondo altre fonti 29) r gli venne assegnato il nome postumo di Nan Geng e gli succedette il figlio di un cugino, Yang Jia.
Alcune incisioni oracolari su osso rinvenuti a Yin Xu, invece, lo indicano come il sedicesimo sovrano Shang.